# Power Pro Kun Pocket 5
Power Pro Kun Pocket 5 (パワプロクンポケット5?) es un videojuego de béisbol y Simulación para Game Boy Advance, fue desarrollado por Diamond Head y publicado por Konami en 23 de enero de 2003, exclusivamente en Japón. Fue el quinto juego de Power Pro Kun Pocket, es el spin-off de la serie Jikkyō Powerful Pro Yakyū, y fue el sexto juego para el Portátil de Nintendo.
- Datos: Q20995186